# Alfreton
Alfreton är en stad och civil parish i grevskapet Derbyshire i England. Staden ligger i distriktet Amber Valley, cirka 21 kilometer norr om Derby. Tätortsdelen (built-up area sub division) Alfreton hade 22 763 invånare vid folkräkningen år 2011.